# UV indeks
UV indeks ili ultraljubičasti indeks (engleski: UV index, ultraviolet index) međunarodni je standard za mjerenje jačine ultraljubičastog zračenja Sunca koja može biti vrlo štetno za čovjeka. Uglavnom se predviđaju te su sastavni dio svake vremenske prognoze, jer UV može vrlo jako utjecati na naročito osjetljivu kožu. Posljedice mogu biti opekline, oštećenje oka, a u nekim slučajevima i rak kože.
Skalu su 1992. godine razvili kanadski znanstvenici, a 1994. godine standardizirali Svjetska zdravstvena organizacija i Svjetska meteorološka organizacija.
UV indeks je dizajniran kao otvorena linearna skala, izravno proporcionalna jačini UV zračenja koje uzrokuje opekline ljudske kože.
Najveća izloženost je na moru, u krajevima s manjkom ozona (južni pol) i u krajevima s većom nadmorskom visinom.

## Indeksi
U sljedećoj tablici nalaze se UV indeksi i preporučene mjere zaštite:
| UV indeks | Rizik         | Karakteristična boja | Preporučena zaštita |
| 0,0–2,9   | Nizak         | Zelena               | Uporaba sunčanih naočala. Osobe s osjetljivom kožom trebaju koristiti zaštitnu kremu faktora SPF 30+. |
| 3,0–5,9   | Umjeren       | Žuta                 | Nositi naočale i obilnije koristiti zaštitnu kremu faktora SPF 30+, pokriti tijelo odjećom i nositi šešir; izbjegavati Sunce tijekom podneva kada je najjače. |
| 6,0–7,9   | Visok         | Narančasta           | Nositi sunčane naočale, pokriti tijelo odjećom, nositi šešir; izbjegavati Sunce između 10:00 – 16:00 sati. Zaštitnu kremu faktora SPF 30+ obilnije nanositi svaka 2 sata. |
| 8,0–10,9  | Vrlo visok    | Crvena               | Iste mjere zaštite - nezaštićena koža može brzo dobiti opekline. Zaštitnu kremu fakora SPF 30+ obilnije nanositi svaka 2 sata, čak i kod oblačnog vremena i nakon plivanja ili znojenja. |
| 11+       | Iznimno visok | Ljubičasta           | Koristiti sve mjere zaštite i izbjegavati Sunce, ako je moguće. Obilnije nanositi zaštitnu kremu faktora SPF 30+ svaka dva sata, uključujući tijekom oblačnog vremena i nakon plivanja ili znojenja. Preporuča se da novorođenčad i djeca ne izlaze na Sunce. UV zračenje može naštetiti i kroz rijetko tkanu odjeću. |